# 化城寺
化城寺（かじょうじ）は、中華人民共和国安徽省池州市青陽県九華山にある仏教寺院。

## 歴史
東晋の隆安5年（401年）、印度僧の懐渡により創建された。
唐の開元年間、檀号はそれを化城寺と改名した。貞元10年（794年）、金喬覚に化城寺に示寂。
明の洪武24年（1391年）、禅宗に改宗する。
清の康熙20年（1681年）、池州府知府喩成龍は寺院を重修した。康熙帝により「九華聖境」「芬陀普教」の額を賜った。咸豊6年（1857年）、太平天国の乱に火災で「蔵経閣」以外大部分が失われた。光緒15年（1890年）、住職の論法と信徒の劉含芳が先頭に立って出資し、寺院を再建。
1983年、中華人民共和国国務院は仏寺を漢族地区仏教全国重点寺院に認定した。2013年3月、中華人民共和国国務院は仏寺を全国重点文物保護単位に認定した。

## 伽藍
山門、天王殿、大雄宝殿、蔵経閣